# Eustilrivier
Eustilrivier  (Eustiljåkka / Evstiljohka) is een rivier die stroomt in de Zweedse  gemeente Kiruna. De rivier ontvangt haar water van de noordelijke hellingen van de Eustilberg. Ze stroomt naar het noordoosten en stroomt daar langs een berg van dezelfde naam. Ze is ongeveer 7 kilometer lang.
De naamvariant Eustelrivier komt ook voor.
Afwatering: Eustilrivier → Lävasrivier → Rautasrivier → Torne → Botnische Golf